# Augusta Dejerine-Klumpke
Pour les articles homonymes, voir Dejerine et Klumpke.
Augusta Dejerine-Klumpke, née le 15 octobre 1859 à San Francisco et morte le 5 novembre 1927 à Paris (7e), est une neurologue française d'origine américaine. En 1886, elle est la première femme reçue au concours de l'Internat des hôpitaux de Paris.
Épouse du professeur Jules Dejerine, neurologue lui aussi, elle est chercheuse bénévole, travaillant dans l'ombre de son mari pour devenir enfin chef de clinique en 1915 à l'âge de 56 ans. Elle est considérée comme la première femme neurologue au monde et une neuroanatomiste de réputation internationale.

## Biographie

### Famille
Augusta Klumpke est née le 15 octobre 1859 à San Francisco. Son père est John Gerard Klumpke, émigré d'Allemagne, un « territorial pionneer » de Californie (un des premiers installés), devenu homme d'affaires,.
Elle est la deuxième de six enfants (cinq filles et un garçon), dans l'ordre :
- l'aînée, la peintre Anna Klumpke (compagne et biographe de Rosa Bonheur, elle-même peintre animalière) ;
- la troisième, l'astronome Dorothea Klumpke Roberts ;
- Mathilda Klumpke, pianiste (carrière aux États-Unis) ;
- John Williams, ingénieur ;
- Julia Klumpke, violoniste (carrière aux États-Unis).

Après la naissance du sixième enfant, les parents se séparent en 1871, et sa mère obtient la garde des enfants pour gagner l'Europe et s'installer finalement à Lausanne.
En 1875, Augusta Klumpke apprend que Madeleine Brès est la première Française à devenir docteur en médecine. La famille s'établit définitivement à Paris pour qu'Augusta et ses sœurs finissent leurs études avec des formations de qualité.

### Formation
En octobre 1876, Augusta Klumpke commence ses études à la faculté de médecine de Paris, la seule faculté française à l'époque à accepter l’inscription d’une femme.
Lors de son inscription, le doyen Alfred Vulpian (1826-1887) lui conseille de ne jamais pénétrer seule dans un amphithéatre en passant par l'entrée des étudiants, mais d'attendre dans le vestiaire des professeurs la venue du conférencier, de le suivre par l'entrée des professeurs, et de prendre place à l'endroit qui lui sera indiqué.
Durant les premières semaines, elle et Blanche Edwards-Pilliet (1858-1941) subissent un chahut lors de leur arrivée : insultes, boulettes de papier, confettis et mirlitons… Jusqu'au jour où, le calme revenu, elles décident de passer ensemble par l'entrée des étudiants et choisir elles-mêmes leur place sur les bancs étudiants.

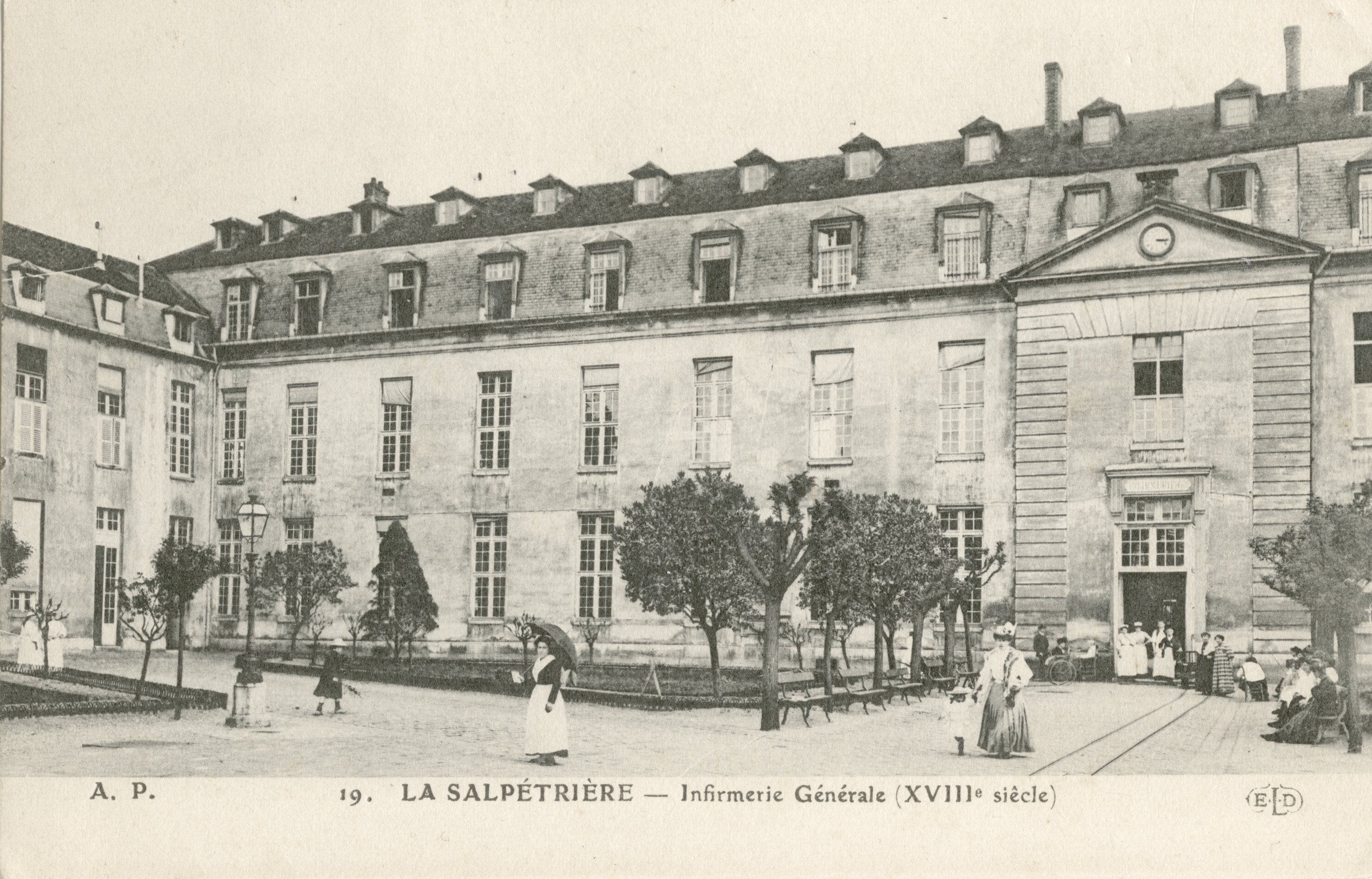
Une vue de La Salpêtrière à la Belle Époque.

En sus de ses études de médecine, elle suit aussi des cours de sciences de la Sorbonne, et les cours libres de chimie d'Edmond Frémy (1814-1894) au Muséum, d'anatomie de Joseph-Auguste Fort (1835-1912), et d'histologie de Louis-Antoine Ranvier au Collège de France. Elle acquiert les bases d'une recherche lui permettant plus tard d’approfondir la neuropathologie,.
Elle fait ses stages hospitaliers en suivant consultations et leçons cliniques, notamment la leçon de clinique de Jean-Martin Charcot (1825-1893) à la Salpêtrière le dimanche matin, et celles de Valentin Magnan (1935-1916) à Saint-Anne.
Elle obtient la médaille de vermeil du prix d'anatomie de l'Enseignement libre (1878-1879) qui récompense la première place du concours final des élèves,.

#### Concours de l'externat
En 1879, Augusta Klumpke demande à concourir à l'externat, ce qui lui est refusé par l'Assistance publique. Dès lors, sous la conduite de Blanche Edwards, un mouvement s'engage à coups de démarches et de pétitions pour admettre les femmes à l'externat.
En novembre 1881, l'Assistance publique donne un avis favorable, entériné par un arrêté préfectoral du 17 janvier 1882, mais avec des réserves considérables : contrairement à leurs collègues masculins, le statut de femmes externes est analogue à celui des stagiaires bénévoles, et ne donne pas accès au concours de l'internat.

Klumpke et Edwards se présentent au concours de l'externat d'octobre 1882, et sont reçues. Klumpke raconte (le concours était oral et public) :
« J'ai parlé sur Artère fémorale et j'ai piqué 18, j'ai parlé tout mon temps, j'ai fini ma question et j'ai été complète. Ils (c'est-à-dire les étudiants) étaient fort convenables et quand je suis descendue dans l'arène, ils ont applaudi, sans cris et sans hennissements, ni sifflements. » 

#### Concours de l'internat

##### Polémiques
En 1884, les deux ans d'externat permettent en principe de se présenter au concours de l'internat, mais l'administration ne suit pas les avis favorables et refuse l'inscription des femmes ; une polémique publique s'engage, qui va durer un an. Entre-temps, le concours d'octobre 1884 se déroule sans que Klumpke puisse y prendre part.
Contrairement à ce qui s'était passé pour le concours de l'externat, il existe une forte opposition de l'Assistance publique, appuyée par une pétition d'internes, de médecins et chirurgiens des hôpitaux. En séances extraordinaires, plusieurs sociétés savantes se prononcent à une très forte majorité contre l'internat des femmes. Une contre-pétition – favorable aux femmes – circule, signée par plusieurs professeurs et praticiens des hôpitaux.
La polémique pour/contre prend de l'ampleur dans la presse médicale et scientifique, comme dans la presse politique grand public. Le débat est relancé sur l'admission des étrangers à l'internat, ainsi Augusta Klumpke ne pourrait pas se présenter, non pas parce qu'elle est une femme, mais parce qu'elle est d'origine étrangère.
Finalement sur l'injonction du ministre de l'Instruction publique Paul Bert (1833-1886) et ardent défenseur de l'émancipation féminine, le préfet de la Seine Eugène Poubelle (1831-1907) autorise les femmes à se présenter à l'internat par l'arrêté du 31 juillet 1885.

##### Épreuves
Augusta Klumpke se présente au concours de l'internat des hôpitaux de Paris, qui commence le 7 octobre 1885. Pour l'épreuve d'oral, elle raconte : « Les étudiants se sont bien comportés, il est vrai qu'ils ont fait quelque bruit, ils ont sifflé, hué, mais j'en ai entendu bien d'autres pendant mes premières années de médecine à l'École ». Finalement tout se passe bien, mais l'épreuve est annulée, un membre du jury ayant communiqué les sujets à l'un de ses élèves.
Un nouveau jury est désigné, et le concours recommence le 19 octobre 1885. Elle obtient la meilleure note à l’écrit, 29/30, sur le sujet : Circonvolutions de l'écorce cérébrale, signes et causes de l’hémiplégie organique, mais elle échoue à l'oral. Augusta Klumpke est alors nommée interne provisoire,.
Elle se représente l'année suivante, au concours du 11 octobre 1886, pour obtenir de nouveau la meilleure note à l'écrit, et après l'oral, elle est enfin reçue comme interne titulaire (16e sur 52).
Elle prend sa première fonction dans le service de Félix Balzer (1849-1929) à l'hôpital Lourcine, puis dans le service de Louis Landouzy  (1845-1917). En tant que première femme reçue au concours de l'internat des hôpitaux de Paris, elle effectue deux années sur quatre, en arrêtant son cursus lors de son mariage, en juillet 1888.
La première femme qui terminera l'ensemble des quatre années d'internat sera Marie Wilbouchewitch, seconde femme reçue au concours, en septembre 1888 ; concernant l'internat des hôpitaux de province, la première femme reçue à ce concours fut Glafira Ziegelmann à Montpellier en 1897 (elle sera également la première femme reçue au concours du clinicat en 1903, et à l'écrit de l’agrégation de médecine en 1910).

#### Vers le doctorat
En 1882, en stage chez le professeur Hardy à l’hôpital de la Charité de Paris, son chef de clinique est Jules Dejerine, qu’elle épouse en 1888,.
Jules Dejerine la fait entrer au laboratoire du professeur Alfred Vulpian pour compléter sa formation. En 1889, elle soutient une thèse intitulée Des polynévrites en général, des paralysies et atrophies saturnines en particulier.

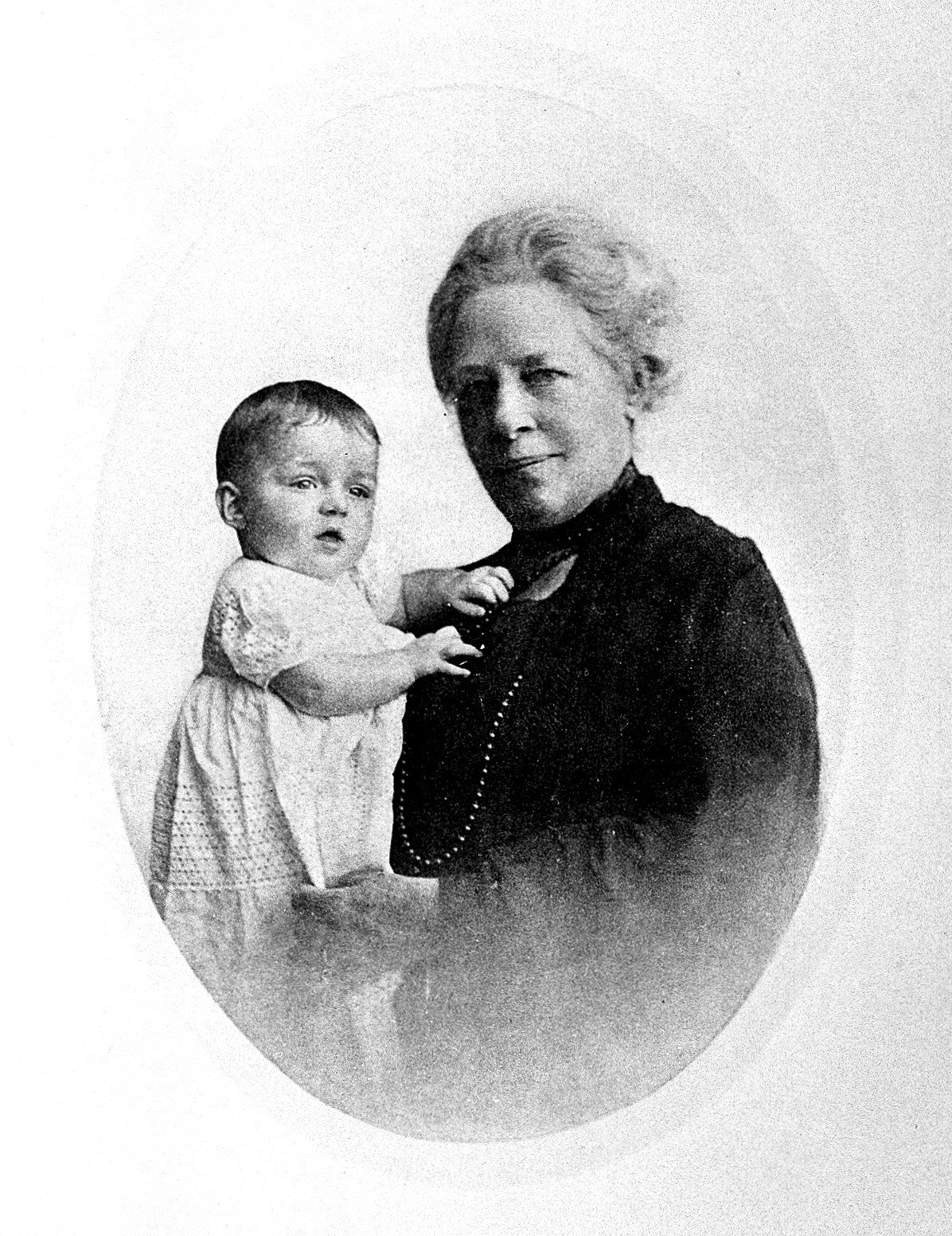
Portrait d'Augusta et Jacqueline Dejerine-Klumpke.

### Carrière professionnelle
Augusta Dejerine-Klumpke n'a pas de poste officiel, mais elle poursuit ses recherches en laboratoire en suivant son mari, devenu professeur de neurologie : d'abord à l’hospice de Bicêtre, puis à la Salpêtrière en 1895.
Élue membre de la Société de neurologie en 1901, elle en sera présidente en 1914 et 1915.
En 1905, elle est décorée de la médaille du courage, pour avoir secouru, au cours de ses vacances en Suisse, une jeune fille qui se noyait dans l'Aar.
En 1913, elle est nommée chevalier de l'ordre national de la Légion d'honneur par le ministère de l'Instruction publique.

#### Querelles entre Jules Dejerine et Pierre Marie
Le service de Charcot à la Salpêtrière était considéré comme « la Mecque » de la neurologie mondiale. À la mort de Charcot en 1893, Jules Dejerine l'emporte sur Pierre Marie (1853-1940) pour la succession. Cette rivalité s'aiguise lorsque Pierre Marie écrit dans une revue médicale que Dejerine fait de la science « comme d'autres jouent à la loterie ». Jules Dejerine provoque aussitôt Pierre Marie en duel, annulé in extremis par une lettre de celui-ci affirmant qu'il n'a jamais mis en cause ni l'honneur, ni le travail de Dejerine,,.
En 1906, la querelle porte sur la localisation exacte des lésions aboutissant à l'aphasie de Broca. Pierre Marie prétend qu'elles siègent dans un « quadrilatère » auquel il donne son nom. Les Dejerine contestent son existence même, et donnent une localisation plus précise : le troisième gyrus frontal. En 1908, le débat enflamme plusieurs séances successives de la Société de neurologie. Augusta Dejerine-Klumpke y met un terme en démontrant, par arguments anatomiques, que le troisième gyrus frontal se situe dans le quadrilatère imaginaire défini par Pierre Marie lui-même.
En 1917, à la mort de Jules Dejerine, Pierre Marie est choisi pour prendre la succession. Il prend aussitôt sa revanche : sa première décision est d'expulser Augusta de son laboratoire de la Salpêtrière en lui donnant quinze jours pour emporter ses affaires,.

#### Pendant et après la Première Guerre mondiale

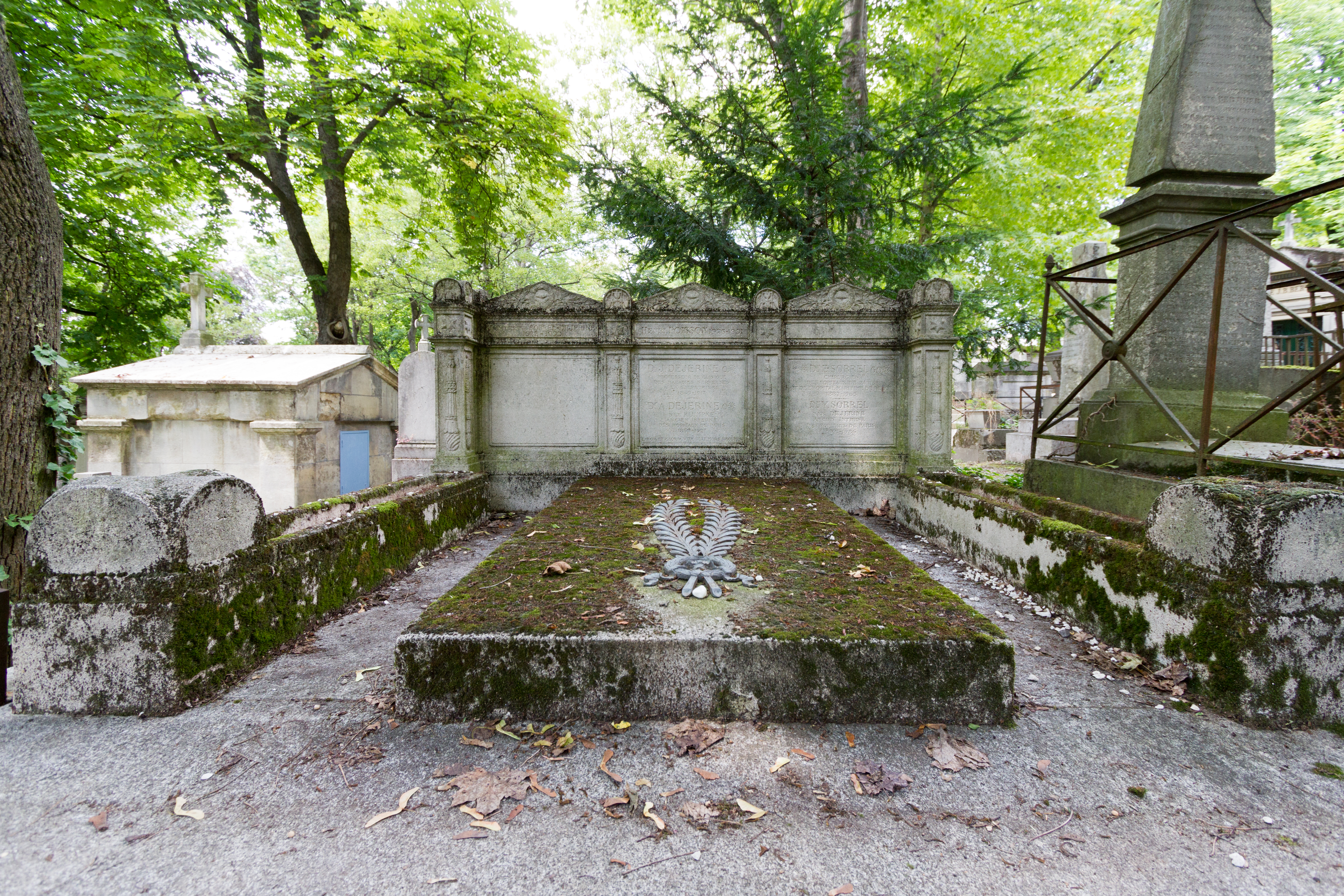
Tombe au cimetière du Père-Lachaise.

Augusta Dejerine-Klumpke installe à la Salpêtrière un service neurologique des blessés militaires. En 1915, à l'âge de 56 ans, elle est nommée chef de clinique, même si elle n'a fait que deux ans d'internat. Cette officialisation (du fait de la guerre) ne change rien à son travail mais lui procure un salaire.
En 1917, elle est chargée d'organiser un service des grands infirmes à l'hôpital des Invalides en s'occupant de leur rééducation, ce qui lui vaut d'être nommée officier de la Légion d'honneur par le ministère de la Guerre en 1921.
Le mari d'Augusta Dejerine-Klumpke meurt en 1917. Cette dernière, avec l'aide de sa fille et de son gendre, consacre les dix années suivantes à reconstituer son ancien laboratoire et sa bibliothèque pour en faire un musée destiné à conserver les souvenirs scientifiques du couple Dejerine,.
Elle meurt le 5 novembre 1927 à Paris, où elle est enterrée au cimetière du Père-Lachaise à côté de son mari (division 28).
De son mariage avec Jules Dejerine naît une fille, Yvonne, qui devint médecin, épousa le professeur Étienne Sorrel et se consacra à la tuberculose osseuse à l’hôpital de Berck. L'aînée de ses petites-filles, Jacqueline Sorrel-Dejerine, sera aussi médecin.

## Travaux
Par son éducation, Augusta Klumpke connaît l'anglais, l'allemand et le français, ce qui lui donne accès immédiat à la recherche internationale de son époque.

### Nerfs périphériques
En 1883, alors qu'elle n'est qu'externe à l'Hôtel-Dieu, elle diagnostique chez un patient une paralysie du plexus brachial ou paralysie d'Erb (en) dont elle avait lue la publication originale l'année précédente. En 1884, elle découvre une nouvelle variété de paralysie de plexus branchial, appelée depuis syndrome ou paralysie de Klumpke (en), et dont elle élucide la lésion et le mécanisme par expérimentation animale. La publication de cette recherche lui vaut le prix Godard 1886 de l'Académie de médecine,.
En 1889, dans sa thèse Des polynévrites en général…, elle met un terme par arguments cliniques et anatomopathologiques à une controverse de son époque sur le rôle des nerfs périphériques. L'idée communément admise était, qu'en dehors de traumatisme direct, les affections des nerfs n'étaient que la conséquence d'affections du système nerveux central. Elle apporte les résultats de plusieurs années de recherches et d'observations en démontrant qu'il existe bien des maladies spécifiques aux nerfs périphériques (sans rapport avec des atteintes centrales) pouvant se manifester par des paralysies ou des atrophies musculaires.
Cette thèse, qualifiée de « véritable monument », obtient la médaille d'argent de la Faculté de Paris et le prix Lallemand de l'Académie des Sciences. Elle obtient une reconnaissance scientifique unanime en devenant non seulement la première femme neurologue au monde, mais aussi une neuroanatomiste de réputation mondiale,.

### Système nerveux central

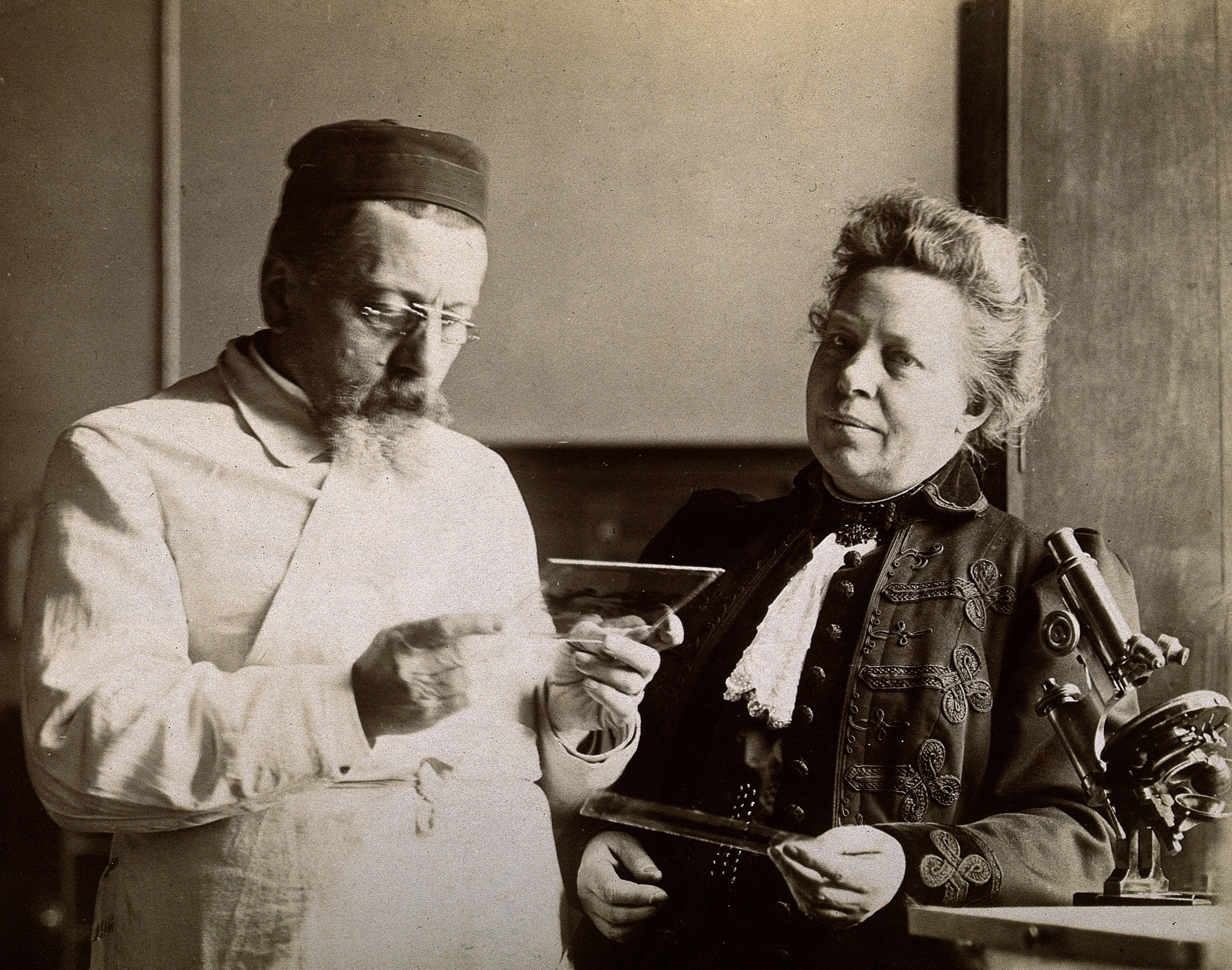
Le couple Dejerine examinant une coupe histologique de cerveau humain (date inconnue).

Dejerine-Klumpke est le co-auteur avec son mari d'une somme en deux volumes Anatomie des centres nerveux (1895), un chef-d'œuvre de réputation internationale. Jules serait l'auteur du texte et Augusta l'auteur des illustrations. Longtemps considérée comme étant dans l'ombre de son mari, son rôle décisif est désormais reconnu. Leur collaboration est comparée au couple mythologique de Thésée et d'Ariane, où Jules (Thésée) s'engage dans le labyrinthe du système nerveux central pour être guidé par le fil d'Ariane (Augusta).
Au sein de la substance blanche du cerveau, les Dejerine distinguent des fibres nerveuses organisées en faisceaux reliant différentes zones de substance grise, du cortex à des structures sous-jacentes comme les noyaux gris centraux.
Ils utilisent pour cela les méthodes les plus avancées de leur époque : outre la dissection anatomique, les coupes histologiques, où le cerveau est découpé en tranches ultra-fines pour être observé au microscope (les coupes en série permettant une reconstruction en trois dimensions). Ils décrivent ainsi cinq faisceaux d'association formant des circuits cérébraux.
Chaque faisceau est composé de plusieurs fibres à destination différentes (analogie avec le câblage électrique d'une maison) : fibres longues reliant point de départ et d'arrivée d'un faisceau, mais aussi fibres courtes reliant le faisceau à des zones localisées sur sa trajectoire. Les Dejerine conçoivent ainsi un fonctionnement cérébral où un même faisceau peut être impliqué dans des réseaux fonctionnels très différents.

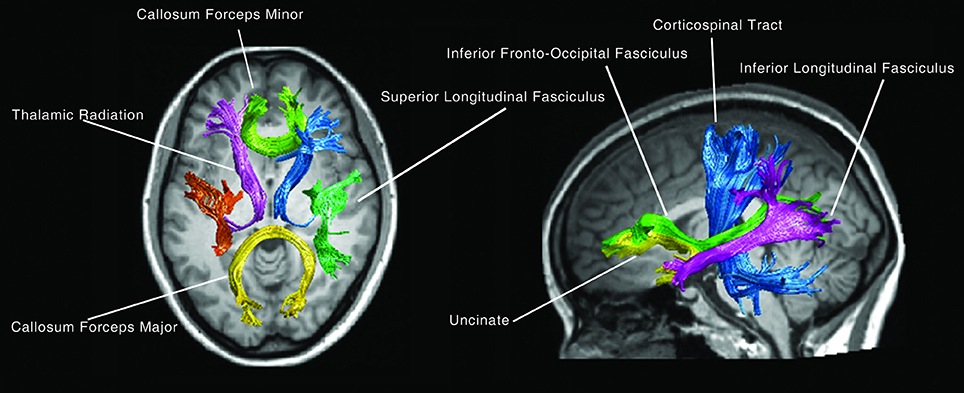
Les cinq (couleurs) principaux faisceaux de substance blanche en imagerie cérébrale (2018).

Au début du XXIe siècle, les données d'imagerie cérébrale permettent d'étudier in vivo le fonctionnement de la substance blanche. Elles confirment l'essentiel des notions avancées par les Dejerine, pour les compléter, les préciser ou les corriger. L'Anatomie des centres nerveux est resté un atlas de référence, car les discussions modernes sur le fonctionnement cérébral (et ses applications en neurochirurgie) doivent s'appuyer sur la meilleure compréhension neuroanatomique,.
Augusta Dejerine-Klumpke participe aussi à la Sémiologie des affections du système nerveux (1914), signé du seul nom de Jules Dejerine. Augusta se serait effacée pour ne pas nuire à la carrière de Jules, dont les rivaux prétendent que l'essentiel de ses travaux ne provient pas de lui. L'ouvrage est un succès, et dans sa deuxième édition, Jules peut saluer l'apport d'Augusta dans sa préface.

### Traumatologie de guerre
Durant la Première Guerre mondiale, Les Dejerine s'occupent d'un service de blessés à la Salpêtrière, qui passe de 58 lits en octobre 1914 à 324 en avril 1915. Lors des guerres du XIXe siècle, 75 % des plaies de guerre étaient des plaies par balles, contre 25 % par éclats d'obus. Cette proportion s'inverse, en particulier lors de la guerre de tranchées.
La gravité des blessures et le nombre des blessés sont effrayants, 60 à 70 % sont des blessés des membres, les blessés thoraciques et abdominaux  à risque mortel immédiat étant plus rarement admis dans les hôpitaux. Pour l'ensemble du conflit, l'armée française compte plus de 3,5 millions de blessés, dont 1,1 million de pensionnés invalides permanents.

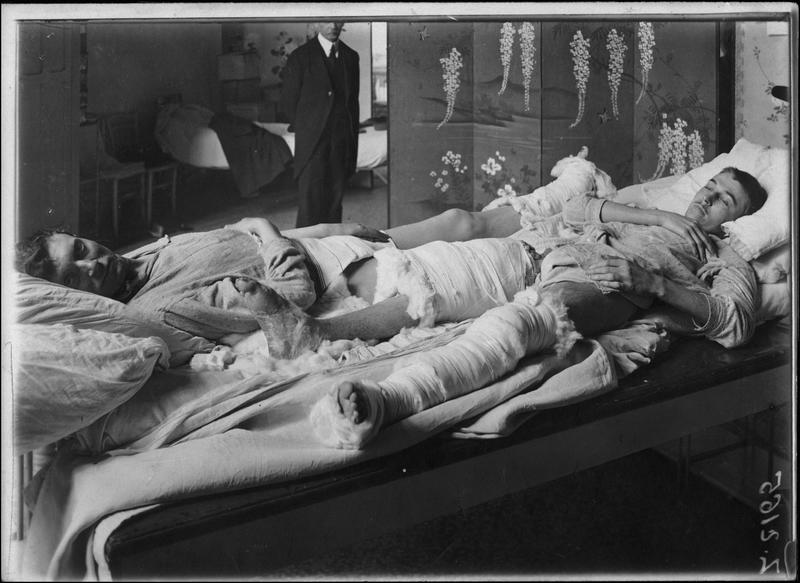
Blessés de guerre au Grand Palais en 1916, alors transformé en hôpital temporaire spécialisé en rééducation.

Pour les neurologues français, cette situation équivaut à une pathologie expérimentale à grande échelle : les rares cas rencontrés au cours d'une carrière normale se retrouvent, en temps de guerre, en grandes séries de cas en peu de temps, permettant statistiques et comparaisons. Il s'agit notamment de sections complètes ou incomplètes de nerfs et gros troncs nerveux, de plaies cranio-cérébrales ou médullaires par projectiles.
Augusta Dejerine-Klumplle publie des travaux sur les Blessures et lésions des gros troncs nerveux (avec Mouzon), et sur les Blessures de la moelle épinière (avec Landau et Jumentié).
Elle participe au développement de l'électrodiagnostic, qui annonce l'électromyographie. De même, elle insiste sur l'importance de localiser exactement les projectiles intra-crâniens avant une intervention chirurgicale en établissant des procédures de radiographie,.
Après son expulsion de la Salpétrière en 1917, elle est à la tête d'un service des grands infirmes neurologiques (hémiplégie et surtout paraplégie) aux Invalides. Avec André Ceillier, elle découvre et étudie les complications ostéo-articulaires des grands paraplégiques (ostéomes neurogènes ou para-ostéoarthropathies).
Elle est une pionnière de la médecine de rééducation, d'appareils et prothèses pour les blessés neurologiques en ayant la conviction que le système nerveux peut se réparer, ce qui ne sera démontré que beaucoup plus tard.

## Postérité et jugements
En 1928, André-Thomas (1867-1963) conclut son éloge en ces termes : « la physionomie de Madame Dejerine restera comme celle d’une des personnalités médicales et scientifiques les plus marquantes de son temps et son nom sera respecté comme celui d’un grand savant ». Un plus tard, Georges Henri Roger (1860-1946) insiste sur ses qualités d'épouse : « Cette femme admirable ne se mettait jamais en avant ; elle tenait à l'honneur de s'effacer derrière son mari ; elle voulait simplement marcher dans son ombre ». Maurice Letulle (1853-1929) la voit comme alliant « une âme vraiment virile » comme savante et « un cœur délicieusement féminin » comme épouse, mère et grand-mère. Ces valeurs sont celles de son époque où le masculin et le féminin restent cantonnés dans des sphères étroites : « Augusta a contribué à en flouter les frontières ».

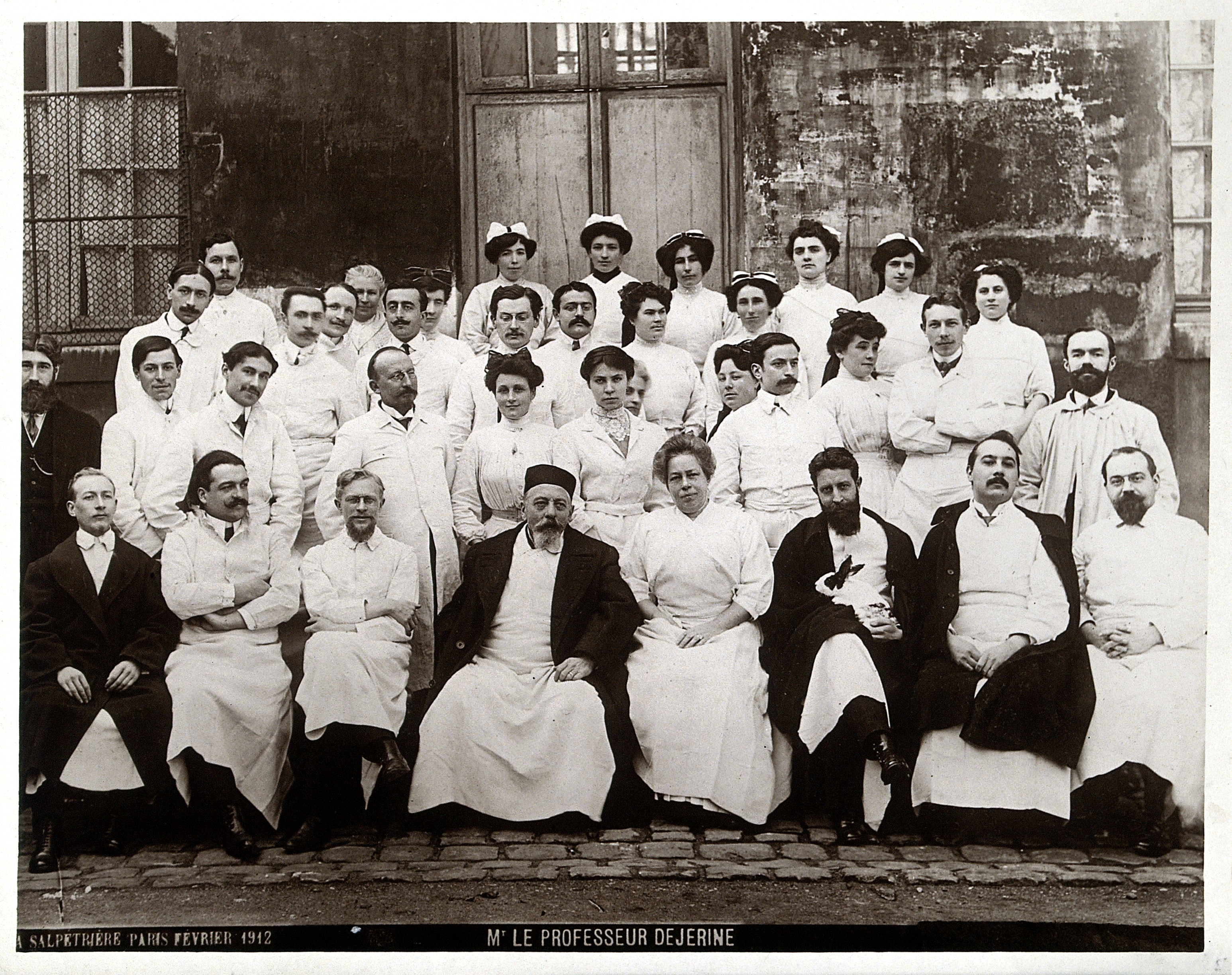
Le couple Dejerine entouré de son équipe, La Salpêtrière 1912.

À la différence de Blanche Edwards qui a mené la lutte pour l'accession des femmes à l'externat et l'internat, Augusta Dejerine-Klumpke n'était pas une militante et on ne lui connait pas d'engagement particulier. Augusta s'impose dans un milieu exclusivement masculin par un travail discret et acharné où elle finit par démontrer une supériorité d'excellence sur ses collègues.
Elle transige avec son époque en étant la collaboratrice de son mari pour former un couple original, cible d'attaques paradoxales par leurs détracteurs (Augusta incapable parce que femme, Jules incapable profitant de sa femme). Augusta Klumpke a contribué à la féminisation des milieux universitaires et de la recherche, C'est par la médecine que les jeunes femmes ont pu passer pour la première fois du statut d'auditrice libre à celui d'étudiante. Augusta peut être vue comme une double pionnière : dans son domaine neuro-anatomique et dans la cause des femmes.

Cependant on ne saurait y voir un triomphe de la cause féminine : si des femmes forcent la porte de la recherche médicale, le consensus social, au tournant du XXe siècle, reste largement anti-féministe. Ainsi en 1900, Charles Fiessinger (1857-1942) dans la revue Médecine Moderne écrit un article titré  l'inaptitude médicale des femmes où il souligne que :
La femme doctoresse est une de ces herbes folles qui ont envahi la flore de la société moderne ; très innocemment, elle s'est imaginé qu'ouvrir des livres et disséquer des cadavres allait lui créer un cerveau nouveau. [...] Il ne dépend pas de leur volonté de se créer un cerveau de praticien. 
Pour Fiessinger, à cause de sa forme d'intelligence, une femme est incapable de soigner des malades, tout au plus faire une « excellente garde-malade ». Il leur reconnaît un certain mérite en observations d'anatomie pathologique, mais:
Ces mémoires de pathologie, quel était, au bout du compte, le procédé intellectuel qui les inspirait ? L'analyse toute pure, l'analyse précise, minutieuse, clairvoyante : celle qui permet à une femme de dévisager une de ces pareilles et la renseigne sur le défaut de toilette et le vice de couture qu'elle remarque du premier coup d'œil sur la robe d'une rivale. La femme de génie, scientifiquement parlant, n'existe pas : elle n'existera probablement jamais. 
Au début du XXIe siècle, de multiples études remettent en lumière la place d'Augusta Klumpke, oubliée de l'l'histoire, mais bénéficiant désormais d'un  contre-effet Matilda.

## Éponymie
Son nom est resté attaché à la paralysie du plexus brachial inférieur, constitué des racines C8 et D1 (ou tronc primaire inférieur), encore appelée syndrome de Dejerine-Klumpke ou paralysie de Klumpke ou paralysie de Déjerine-Klumpke. À cette paralysie s'associe une lésion du filet sympathique issu de D1 ou T1 (première racine dorsale ou thoracique) provoquant un syndrome de Claude-Bernard-Horner et des troubles vasomoteurs sympathiques du membre supérieur.

## Hommage
La rue des Docteurs-Augusta-et-Jules-Déjerine, dans le 20e arrondissement de Paris, lui rend hommage, ainsi qu'à son mari, Jules Dejerine.

## Publications

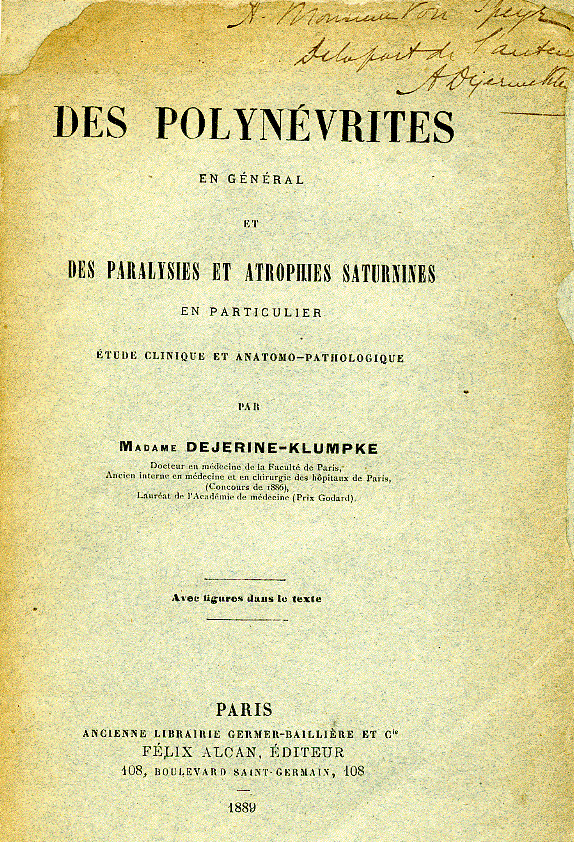
Page de garde de la thèse d'Augusta Dejerine-Klumpke.

- Des polynévrites en général et des paralysies et atrophies saturnines en particulier, thèse de médecine, Davy (Paris), 1889, texte intégral
- Des Polynévrites en général et des paralysies et atrophies saturnines en particulier, étude clinique et anatomopathologique, F. Alcan (Paris), 1889, lire en ligne sur Gallica
- En collaboration
- Anatomie des centres nerveux [Tome 1 : Méthodes générales d'étude-embryologie-histogénèse et histologie, anatomie du cerveau] par J. Dejerine avec la collaboration de [A.] Dejerine-Klumpke, Rueff (Paris), 1895-1901, texte en ligne , lire en ligne sur Gallica
- Anatomie des centres nerveux [Tome 2, Fascicule 1 : Anatomie du cerveau (suite), anatomie du rhombencéphale ] par J. Dejerine avec la collaboration de [A.] Dejerine-Klumpk, Rueff (Paris), 1895-1901, texte en ligne

## Pour approfondir